# Жан-Кристоф Буйон
Жан-Кристоф Буйон (на френски: Jean-Christophe Boullion) е бивш пилот от Формула 1. Роден на 27 декември 1969 година в Сен Брие, Франция.

## Формула 1
Жан-Кристоф Буйон прави своя дебют във Формула 1 в Голямата награда на Монако през 1995 година. В световния шампионат записва 11 състезания като записва 3 точки. Състезава се само за отбора на Заубер.